# How Will I Laugh Tomorrow When I Can't Even Smile Today?
How Will I Laugh Tomorrow When I Can't Even Smile Today? es el tercer álbum del grupo estadounidense de hardcore punk y crossover thrash Suicidal Tendencies.

## Lista de canciones

### Lanzamiento Original

#### Lado 1
| N.º | Título                      | Escritor(es)          | Duración |  |
| 1.  | «Trip at the Brain»         | Mike Clark, Mike Muir | 4:32     |  |
| 2.  | «Hearing Voices»            | Louiche Mayorga, Muir | 4:13     |  |
| 3.  | «Pledge Your Allegiance»    | Mayorga, Muir         | 4:32     |  |
| 4.  | «How Will I Laugh Tomorrow» | Clark, Muir           | 6:44     |  |
| 5.  | «The Miracle»               | Clark, Muir           | 5:28     |  |

#### Lado 2
| N.º | Título               | Escritor(es)                      | Duración |  |
| 1.  | «Surf and Slam»      | Rocky George, Suicidal Tendencies | 2:51     |  |
| 2.  | «If I Don't Wake Up» | Clark, Muir                       | 4:53     |  |
| 3.  | «Sorry?!»            | George, Muir                      | 3:47     |  |
| 4.  | «One Too Many Times» | Clark, Muir                       | 3:13     |  |
| 5.  | «The Feeling's Back» | Clark, Muir                       | 4:04     |  |

### versión del CD
| N.º | Título                      | Escritor(es)                | Duración |  |
| 1.  | «Trip at the Brain»         | Clark, Muir                 | 4:32     |  |
| 2.  | «Hearing Voices»            | Mayorga, Muir               | 4:13     |  |
| 3.  | «Pledge Your Allegiance»    | Mayorga, Muir               | 4:32     |  |
| 4.  | «How Will I Laugh Tomorrow» | Clark, Muir                 | 6:44     |  |
| 5.  | «The Miracle»               | Clark, Muir                 | 5:28     |  |
| 6.  | «Suicyco Mania»             | Mayorga, Muir               | 5:52     |  |
| 7.  | «Surf and Slam»             | George, Suicidal Tendencies | 2:51     |  |
| 8.  | «If I Don't Wake Up»        | Clark, Muir                 | 4:53     |  |
| 9.  | «Sorry?!»                   | George, Muir                | 3:47     |  |
| 10. | «One Too Many Times»        | Clark, Muir                 | 3:13     |  |
| 11. | «The Feeling's Back»        | Clark, Muir                 | 4:04     |  |

- Nota: "Suicyco Mania" no aparece en la versión del vinilo es solo en la versión del CD, también aparece en la compilación F.N.G. y el lado B de Trip at the Brain pero instrumental.

## Créditos
- Mike Muir – Voz
- Rocky George – guitarra
- R.J. Herrera – Batería
- Mike Clark – guitarra
- Bob Heathcote – Bajo

- Grabado en Cherokee Studios, Hollywood Estados Unidos
- Producido por Mark Dodson y Suicidal Tendencies
- Ingenieros Mark Dodson y Mike Bosley

## Posicionamiento

### Álbum
Billboard
| Año  | Listas            | Posición |
| ---- | ----------------- | -------- |
| 1988 | The Billboard 200 | 111      |

- Datos: Q1631683